# 山の田町
山の田町（やまのたちょう）は、愛知県瀬戸市本地連区の町名。丁番を持たない単独町名である。

## 地理
- 瀬戸市の南西端に位置する[8]。西を井戸金町、北を坊金町、東を駒前町、南を長久手市北浦・立花・岩作と隣接している[8]。
- 標高90 - 120m前後の丘陵地で、電気・螺子・金型などの工場、大手建設会社やその資材置場などの立地[注釈 1]が進む[8]。

### 河川
- 本地川（矢田川支流） ： 町の北東部、駒前町との町境を北流している。
- 雁又川（香流川支流） ： 町の南部を西流している。

### 池沼
- 山ノ田池 ： 町の北西部にある。

### 学区
市立小・中学校に通う場合、学区は以下の通りとなる。また、公立高等学校普通科に通う場合の学区は以下の通りとなる。
| 番・番地等 | 小学校               | 中学校             | 高等学校 |
| ---------- | -------------------- | ------------------ | -------- |
| 全域       | 瀬戸市立幡山西小学校 | 瀬戸市立幡山中学校 | 尾張学区 |

## 歴史

### 町名の由来
昔、この地区には人家がなく田んぼが一部あったことから山の田と呼ばれていた。それがそのまま字名・町名になった。

### 沿革
- 1970年（昭和45年）4月15日 - 瀬戸市大字本地字駒前・山ノ田の各一部により、同市山の田町として成立[2]。

## 世帯数と人口
2024年（令和6年）2月1日現在の世帯数と人口は以下の通りである。
| 町丁     | 世帯数  | 人口  |
| -------- | ------- | ----- |
| 山の田町 | 207世帯 | 416人 |

### 人口の変遷
国勢調査による人口の推移
| 1995年（平成7年）  | 119人 | [ 12 ] |  |
| 2000年（平成12年） | 200人 | [ 13 ] |  |
| 2005年（平成17年） | 308人 | [ 14 ] |  |
| 2010年（平成22年） | 360人 | [ 15 ] |  |
| 2015年（平成27年） | 354人 | [ 16 ] |  |
| 2020年（令和2年）  | 445人 | [ 17 ] |  |

### 世帯数の変遷
国勢調査による世帯数の推移。
| 1995年（平成7年）  | 49世帯  | [ 12 ] |  |
| 2000年（平成12年） | 67世帯  | [ 13 ] |  |
| 2005年（平成17年） | 97世帯  | [ 14 ] |  |
| 2010年（平成22年） | 134世帯 | [ 15 ] |  |
| 2015年（平成27年） | 136世帯 | [ 16 ] |  |
| 2020年（令和2年）  | 166世帯 | [ 17 ] |  |

## 交通

### 鉄道
町内に鉄道は走っていない。最寄り駅は名鉄瀬戸線三郷駅、または愛知環状鉄道・愛知環状鉄道線瀬戸口駅になる。

### バス
名鉄バス「東山線」
- 【40】【41】藤が丘 - 岩作 - 本地口 - 菱野団地 系統
- 【43】【44】藤が丘 - 岩作 - 本地口 - 瀬戸駅前 系統

以上の4系統共通 ： 山の田バス停
瀬戸市コミュニティバス「本地線」
- 陶生病院 - 瀬戸口駅 - 愛知医大 系統が走っているが、町内にバス停はない。最寄りのバス停は、井戸金町バス停になる。

- 山の田バス停

### 道路
- 愛知県道57号瀬戸大府東海線 ： 町の東部を南北に通っている。
- 愛知県道75号春日井長久手線 ： 町の西端部、長久手市との市境を南北に通っている。

## 施設
- 河村電器産業本地工場[8] ： 1973年（昭和48年）6月に操業開始[18]。第1工場と第2工場があり、第1工場ではキャビネットと宅配ボックス、第2工場ではブレーカ・ホーム分電盤・電子機器・情報通信機器が主要生産品目となっている[19]。
- シーキューブ 名古屋東営業所 ： 愛知支店の営業所[20]。NTT事業グループに属する[20]。
- 東海螺子 ： 1939年（昭和14年）に個人経営の工場として創業し、1966年（昭和41年）現在地に移転[21]。2018年（平成30年）に現在の社名になる[21]。小ネジ、六角ボルトなど各種螺子の製造販売を行っている[22]。
- スギノプレス ： 1953年（昭和28年）9月設立[23]。自動車部品・電気機器部品の製造及び組付を行っている[24]。
- 信和建設 ： 前身は1930年（昭和5年）に陶原町に開業した清水材木店[25]。1954年（昭和29年）に現在の社名になり、1970年（昭和45年）現在地に本社を移転する[25]。土木工事業、建築工事業など建設関係工事の企画・設計・施工を行っている[25]。
- ホーユー 瀬戸工場 ： 1976年（昭和51年）設置[26]。同じ瀬戸市内にある桜が丘工場とともに環境方針を定め、持続可能な社会の実現をめざしている[27]。
- トーカン 瀬戸低温流通センター ： 2005年（平成17年）9月設置[28]。全国に43ある物流拠点の1つ[29]。
- 山の田町Iちびっこ広場 ： 町の南西部にある小さな公園。すべり台がある。

## その他

### 日本郵便
- 郵便番号 : 489-0975[6]（集配局：瀬戸郵便局[30]）。